# Alacrinus z Casamari
Blahoslavený Alacrinus z Casamari (úmrtí 1216, Casamari) byl italský cisterciácký mnich a převor.

## Život
Máme jen zlomek informací o jeho životě.
Byl mnichem v klášteře Casamari, kde později působil jako převor.
Byl papežským legátem v Německu za pontifikátu Inocence III. a Honoria III. Je známo, že byl vysvěcen na biskupa.
Nikdy nebyl oficiálně blahořečen, byl jen zmíněn historikem Chrysostomem Henriquesem v jeho díle Menologium cisterciense notationibus illustratum a Kalendarium Cisterciense.
Jeho svátek se slaví 5. ledna.